# Sex Cowboys
Sex Cowboys è un film del 2016 diretto da Adriano Giotti.

## Trama
Simone e Marla sono giovani, sono pura passione l'uno verso l'altra, oltre ad essere pieni di sogni, ma non di soldi. Per questo stanno per perdere la loro stanzetta in affitto a Roma, così decidono di provare a vendere su Internet la cosa che sanno fare meglio, ovvero il sesso. Iniziano così un viaggio folle e divertente dai video alle chat on-demand, esplorando i territori più strani e bizzarri del sesso come se fosse un gioco, almeno fino a che il loro stesso rapporto non sarà messo a dura prova.

## Produzione
Il film è stato girato interamente a Roma con il sostegno economico di Regione Lazio. Il film si distingue in particolare per la naturalità ed intensità delle scene esplicite di sesso.

## Distribuzione
Il film ha avuto il suo debutto al Rome Independent Film Festival (RIFF) 2016 dove ha vinto il premio come Miglior film italiano. È stato distribuito nelle sale cinematografiche italiane il 17 gennaio 2019 dopo essere stato distribuito dal 2017 in Regno Unito, Germania, Australia, Corea del Sud e Taiwan.